# سسیلی استرانگ
سسیلی لگلر استرانگ (انگلیسی: Cecily Legler Strong؛ زادهٔ ۸ فوریهٔ ۱۹۸۴) هنرپیشه، و بازیگر تلویزیون اهل ایالات متحده آمریکا است.
از فیلم‌ها یا برنامه‌های تلویزیونی که وی در آن نقش داشته‌است می‌توان به برنز، رئیس، مغز زنانه و تابستان جزیره استاتن اشاره کرد.